# Antonio de Espejo
Antonio de Espejo (Dos-Torres, Córdoba, ca. 1540 - La Habana, Cuba, 1585) fue un colono y explorador español que lideró una expedición a los actuales estados de Nuevo México y Arizona (EE. UU.) en 1582-1583. La expedición generó interés en el establecimiento de una colonia española entre los indios pueblo del valle del río Grande.
Dejó constancia acerca de la flora, fauna y mineralogía de esa parte entonces casi inexplorada del virreinato de la Nueva España, y sus estudios fueron publicados en la Historia de los descubrimientos antiguos y modernos de la Nueva España, de Obregón.

## Biografía
Antonio de Espejo nació alrededor de 1540 en Dos-Torres, Córdoba, España, y llegó a la Nueva España (hoy México) en 1571 junto con el jefe Inquisidor, Pedro Moya de Contreras, que había sido enviado por el rey español para establecer una Inquisición. Espejo y su hermano se convirtieron en ganaderos, y se sabe que hacia 1580 tenían varios ranchos Qurétaro y Celaya. En 1581, Espejo y su hermano fueron acusados del asesinato de uno de sus sirvientes. Su hermano fue encarcelado y Espejo para no afrontar la alta imdemnización que debía de satisfacer huyó a Santa Bárbara (Chihuahua), el puesto más avanzado del norte, en la entonces frontera norte de la Nueva España. Espejo estaba allí cuando la expedición de Chamuscado y Rodríguez (1581-1582) regresó del territorio entonces inexplorado de Nuevo México, con las noticias de que dos de los frailes habían quedado en las tierras de los indios pueblo.: 16–17 

## En ruta hacia Nuevo México

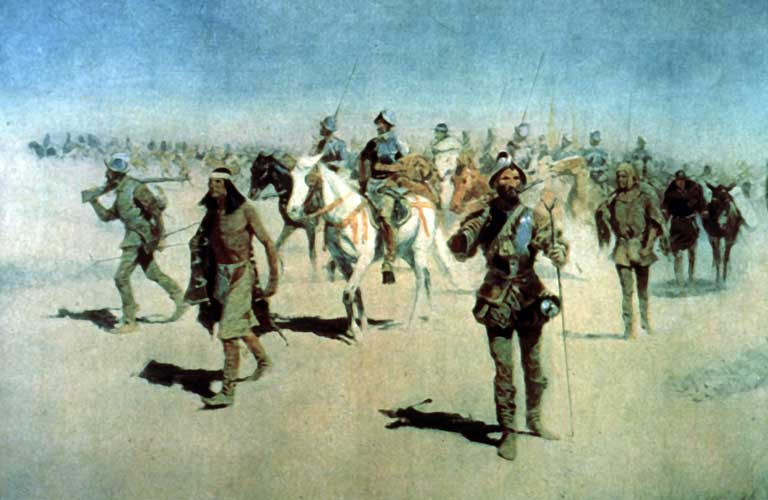
Recreación de Frederic Remington de la gran expedición española de Coronado en marcha, en tierras por la que también anduvo Espejo.

En Santa Bárbara vivía un franciscano, Bernardino Beltrán, que insistía en que era necesario organizar una expedición para ir a rescatarles (Más adelante se supo que en ese momento ya habían sido asesinados por los nativos). Espejo, entonces ya un hombre rico, se ofreció a montar y financiar esa expedición con el propósito ostensible de saber el destino de los frailes, pero movido por el afán de encontrar riquezas y minas de plata. Junto con catorce soldados, un sacerdote, unos 30 indios de servicio y auxiliares, y 115 caballos, partió de San Bartolomé, cerca de Santa Bárbara, el 10 de noviembre de 1582. Espejo emprendió la misma ruta que Chamuscado y Rodríguez habían seguido el año anterior, 1581, siguiendo el río Conchos hasta su confluencia (La Junta) con el río Grande y luego remontó el río Grande hasta los poblados de los indios pueblo.
A lo largo del río Conchos, Espejo se encontró con los indios conchos «gente desnuda ... que se sustentan en el pescado, mesquite, mescal y lechuguilla (agave». Más allá río abajo, se encontró conchos que cultivaban maíz, calabaza y melones. Dejando los conchos detrás, Espejo continuó y el siguiente pueblo que encontró fueron los pasaguates «que estaban desnudos como los conchos» y parecían tener un estilo de vida similar. Luego, vinieron los jobosos que eran pocos en número y tímidos, y que escaparon de los españoles. Todas estas tribus ya habían sido afectados por las redadas de esclavos españoles.: 155–160, 215–216 
Cerca de la confluencia (La Junta) del Conchos y el río Grande, Espejo entró en el territorio de los patarabueyes que atacaron sus caballos, matando a tres. Espejo afortunadamente logró hacer la paz con ellos. Los patarabueyes, dijo, y los otros indios cerca de La Junta también fueron llamados "Jumanos". (El primer uso del nombre de estos indios que serían prominentes en la frontera durante casi dos siglos; para añadir confusión, también se les llamó otomoacos y abriaches). Espejo vio cinco asentamientos de jumanos con una población de cerca de 10 000 personas. Vivían en casas bajas, de techo plano y cultivaban maíz, calabaza y frijoles y cazaban y pescaban en el río. Le dieron a Espejo pieles de ciervos bronceados y de bisonte. Encontró el valle del río Grande y poblada de todo el camino hasta el actual sitio de El Paso (Texas), Texas. Dejando detrás a los jumanos, pasaron por las tierras de los caguates o suma, que hablaban la misma lengua que los jumanos, y por las de los tanpachoas o mansos. Aguas arriba de El Paso, la expedición viajó 15 días sin ver ningún pueblo.: 169, 216–220 

## Los indios pueblo

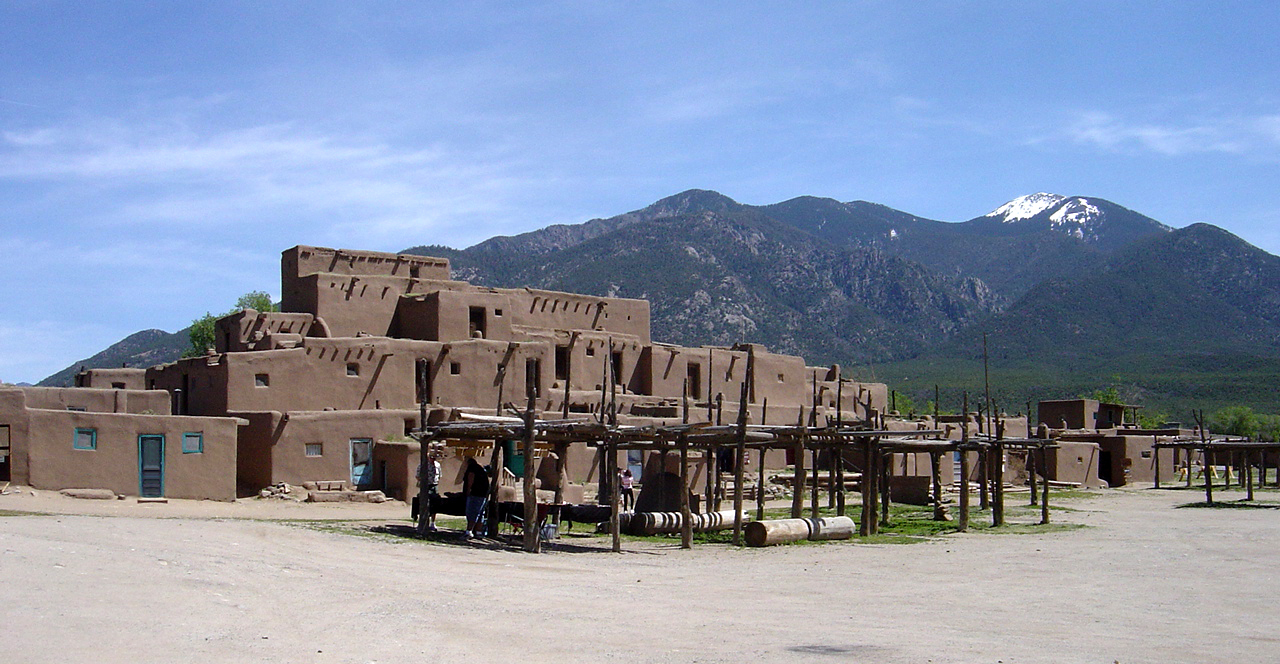
El PuebloTaos todavía se asemeja hoy a los pueblos que Espejo visitó en el valle del río Grande de Nuevo México.

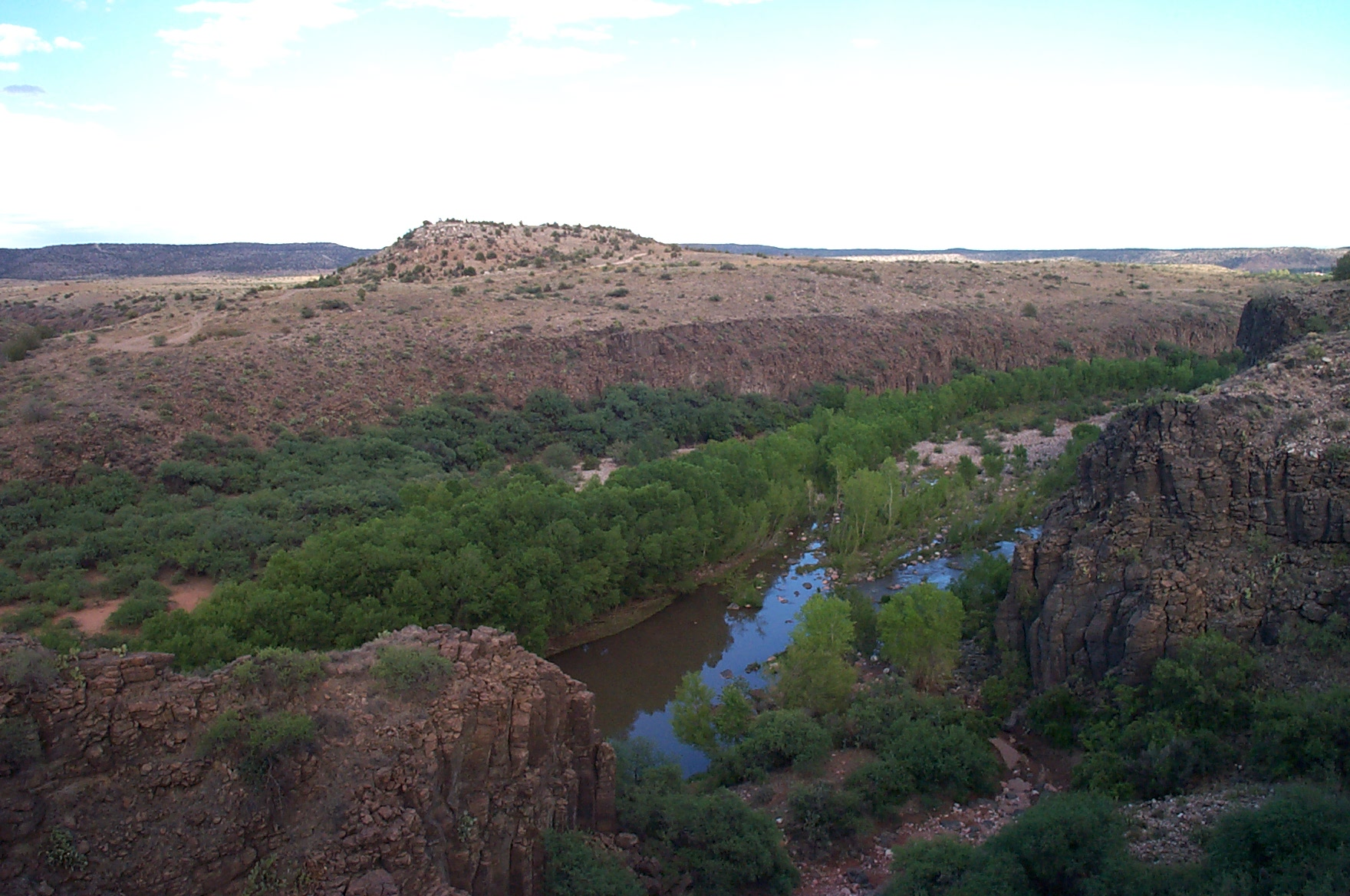
Espejo exploró el valle del río Verde de Arizona buscando minas de plata.

En febrero de 1583, Espejo llegó al territorio de los piros, el más meridional de los poblados de los indios pueblo. A partir de ahí el español continuaron hasta el río Grande. Espejo describió las aldeas pueblo como «limpias y ordenadas». Las casas eran de varios pisos y estaban hecha de ladrillos de adobe: «hacen tortas muy finas». Espejo les preguntó si podían aprovisionarles y los pueblos les dieron pavos, frijoles, maíz y calabazas. La gente «no parecen ser belicosa». El más meridional de los pueblos tenía sola asociaciones para armas, además de algunos «pobres arcos turcos y flechas más pobres». Más al norte, los indios estaban mejor armados y eran más agresivos. Algunos de los poblados pueblo eran grandes, Espejo describe Zia que tenía 1000 casas y 4000 personas, incluidos niños. En su actividad agrícola, los pueblos utilizaban riego «con canales y presas, construidas como las de los españoles». La única influencia española que Espejo señaló entre los pueblo era su deseo de hierro. Ellos intentaban robar cualquier artículo de hierro que podían encontrar.: 172–182 
Espejo confirmó que los dos sacerdotes habían sido asesinados por los indios en el pueblo de Puala, cerca de la actual Bernalillo. Cuando los españoles se acercaron al pueblo los habitantes huyeron a las montañas cercanas. Los españoles continuaron sus exploraciones, al este y al oeste del río Grande, aparentemente sin oposición de los indios. Cerca de Acoma, se dieron cuenta de un pueblo que llamaron querechos vivían en las montañas cercanas y comerciaron con la gente del pueblo. Estos querechos eran navajos. Los estrechamente relacionados apaches de las Grandes Llanuras durante ese período también fueron llamados querechos.
Espejo también visitó a los zuni y los hopi y escuchó historias sobre la existencia de minas de plata más al oeste. Con cuatro hombres y guías hopi fue en busca de las minas, alcanzando el río Verde en Arizona, probablemente en la zona del monumento nacional Castillo de Montezuma. Encontró las minas cerca del actual Jerome (Arizona), pero no se dejó impresionar por su potencial. Oyó a los indios locales, probablemente yavapai, hablar de un gran río al oeste, sin duda, una referencia al río Colorado. Entre los hopi y los zuni, Espejo se reunió con varias indios mexicanos que hablaban el español que habían sido dejados por, o escapado, la expedición de Coronado más de 40 años antes.
El sacerdote, varios de los soldados, y los asistentes indios decidieron, a pesar de las súplicas de Espejo, regresar a México. Es posible que el sacerdote se sintiese ofendido por la prácticas de mano dura de Espejo en el trato con los indios pueblo. Espejo y ocho soldados se quedaron atrás para buscar plata y otros metales preciosos. La pequeña fuerza tuvo una escaramuza con los indios de Acoma, al parecer debido a dos mujeres esclavas o prisioneras de los españoles que se escaparon. Los españoles recuperaron a las mujeres brevemente, pero consiguieron huir hiriendo a un soldado español. Al ayudar a escapar a las mujeres, los acoman y los español intercambiaron andanadas de fuego de arcabucería, piedras y flechas. Los español, por lo tanto, supieron que la hospitalidad de los pueblo tenía límites. El grupo regresó al valle del río Grande, donde ejecutaron a 16 indios en un pueblo que se burlaban de ellos y les negaron alimentos.: 201–204 
Los españoles salieron rápidamente del río Grande y exploraron hacia el este, viajando a través de la cuenca del Galisteo cerca de la futura ciudad de Santa Fe, y alcanzaron el gran pueblo en Pecos, llamado Ciquique.

## Viaje de regreso
En lugar de regresar al ahora hostil valle del río Grande, Espejo decidió regresar a México a través del río Pecos que llamó «río de las Vacas», debido al gran número de bisontes los españoles encontraron durante los siguientes seis días que siguieron el río aguas abajo. Después de descender el río a unos 300 km desde Ciquique los soldados se reunieron con indios jumanos cerca de Pecos, que los guiaron a través del país remontando el arroyo Toyah y campo a través hasta La Junta. A partir de aquí siguieron el río Conchos aguas arriba hasta San Bartolomé, su lugar de partida, llegando el 20 de septiembre de 1583. El sacerdote y sus compañeros también habían regresado sanos y salvos.: 229  Espejo fue el primer europeo en recorrer la mayor parte de la longitud del río Pecos.
Espejo murió en 1585 en La Habana, cuando iba de camino a España para intentar obtener un permiso real para establecer una colonia española en Nuevo México.